# Jezioro Kierzlińskie
Jezioro Kierzlińskie (Kierźlińskie Duże, Ar Duży) – rynnowe jezioro w województwie warmińsko-mazurskim, w powiecie olsztyńskim, w gminie Barczewo, w dorzeczu Pisy-Wadąga-Łyny.
Inne (w tym niemieckie) nazwy jeziora to Grosser Aar See, Gros Auhr, Hor, Or.
Jezioro Kierzlińskie ma powierzchnię 92,8 ha. Długość zbiornika wynosi 1,92 km, szerokość natomiast 0,72 km. Głębokość średnia jeziora to 11,7 m, a maksymalna 44,5 m. Dno jest piaszczysto-kamieniste. Linia brzegowa ma długość 5,35 km. Zarośnięta jest słabo przez trzcinę i sitowie, jedynie na północnym krańcu jeziora roślinność ta występuje w większej ilości. Na przeważającej długości brzegi są wysokie, natomiast od północy i północnego wschodu niskie. Na zachodnim brzegu rosną drzewa. Od strony południowej okolicę jeziora porastają lasy, poza tym w pobliżu jeziora znajdują się pola oraz łąki. Do zbiornika dopływają niewielkie cieki z okolicznych pól. Od strony północnej od jeziora odchodzi przesmyk stanowiący odpływ prowadzący przez jezioro Kierzlińskie Małe do jeziora Pisz. Jezioro Kierzlińskie leży w odległości kilku kilometrów w kierunku południowo-wschodnim od Barczewa. Od strony północno-wschodniej w pobliżu zbiornika znajduje się wieś Kierźliny, natomiast od zachodu leżą Krupoliny.
Kierzlińskie to jezioro o typie sielawowym, wśród ryb w zbiorniku obecna jest sielawa, sieja, płoć, leszcz, okoń, ukleja, wzdręga, węgorz i szczupak.